# Anthony John Mundella
Anthony John Mundella, gyakran rövidítve: A. J. Mundella (Leicester, 1825. március 28. – London, 1897. július 21.) angol politikus. 

## Élete
Olasz származású édesapja politikai okokból Angliába menekült. Mundella a kereskedői pályára lépett és Nottinghamben több gyárat alapított. Ő volt az első, aki a munkások és a gyárosok között fölmerülő viszályok elintézését külön e célra alakított bizottságokra ruházta. 1868-ban Sheffieldben a parlamentbe választották, ahol nemzetgazdasági és tanügyi kérdésekben szólalt fel és csakhamar nagy hírnévnek örvendett. 1880-tól 1885-ig William Gladstone kormányzása idején a nevelésügyért felelős miniszter volt, 1886-ban és 1892-től 1894 márciusáig pedig az állásban maradt Roseberry alatt is, de amikor a New-Zealand Company részvénytársulat, melynek igazgató tanácsosi tagja volt, többrendbeli visszaélés következtében pénzügyi válságra szolgáltatott okot, Mundellának a közvélemény hatása alatt állásáról vissza kellett lépnie. Munkái közül említendők: Education és Capital and labour.